# Bătrânești, Botoșani
Bătrânești este un sat în comuna Gorbănești din județul Botoșani, Moldova, România. Acesta are o populație îmbătrânită din cauza fluxului major de persoane tinere care părăsesc mediul rural în favoarea celui urban, în special în perioada 1970-1989, dar și din cauza plecării în străinătate, după 2005 mai ales.

## Economie
În sat sunt trei minimarketuri: LorAnd, Sauca și unul în centru satului, al COOP Gorbănești. Satul a fost asfaltat în luna mai a anului 2016, până atunci fiind pietruit.

## Religie
În sat toată populația este de creștini ortodocși. Satul are o biserică nouă, cu hramul ,,Sfânta Cuvioasă Parascheva". Site-ul parohial, unde se găsesc informații și imagini, este: batranesti.mmb.ro. Acesta a fost sfințită în anul 2018 pe data de 9 septembrie de către Mitropolitul Moldovei și Bucovinei IPS Teofan. Cimitirul sătesc este la aproximativ 200 m de Biserică. 

## Geografie
Satul se află în partea de est a județului la o distanță de aproximativ 28 de kilometri de municipiu. Până  în centru comunei sunt aproximativ 4 km din sat.Satul se află în pantă descendentă pe un deal puțin înalt, mai exact de altitudine 100-120m

## Ocupații specifice
Principala îndeletnicire a locuitorilor, deși bătrâni majoritatea, este creșterea animalelor (oile). Comercializarea produselor naturale de lactate se realizează în Piața Mare din județul Botoșani și comuna Trușești.
 Acest articol despre o localitate din județul Botoșani este deocamdată un ciot. Puteți ajuta Wikipedia prin completarea lui.